# Tapak Meriah
Tapak Meriah is een bestuurslaag in het regentschap Serdang Bedagai van de provincie Noord-Sumatra, Indonesië. Tapak Meriah telt 1173 inwoners (volkstelling 2010).